# Kup Srbije i Crne Gore 2005-2006
La Kup Srbije i Crne Gore 2005-2006 (Coppa di Serbia e Montenegro 2005-2006) fu la 15ª ed ultima edizione della coppa nazionale della SCG e la quattordicesima dallo scioglimento della Jugoslavia socialista.
Il detentore era lo Železnik, che però nel giugno 2005 si fuse con il Voždovac. La coppa fu vinta dalla Stella Rossa che sconfisse in finale l'OFK Belgrado.
A seguito del referendum del 21 maggio 2006 e con le dichiarazioni di indipendenza di Montenegro (3 giugno) e di Serbia (4 giugno), anche la Federazione calcistica della Serbia e Montenegro cessa di esistere e con essa la Prva liga SCG e la Kup Srbije i Crne Gore (le seconde divisioni erano già divise dal 2004, quelle inferiori dal 1992). Nascono la FSS con SuperLiga e Kup Srbije (rispettivamente federazione, campionato e coppa nazionale della Serbia) e FSCG, la 1. crnogorska liga e la Crnogorski kup (lo stesso per il Montenegro).

## Squadre partecipanti
Prva liga SCG
- Borac Čačak
- Bud. Banatski Dvor
- Budućnost Podgorica
- Hajduk Kula
- Javor Ivanjica
- Obilić
- OFK Belgrado
- Partizan
- Rad Belgrado
- Smederevo
- Stella Rossa
- Vojvodina
- Voždovac
- Zemun
- Zeta

Seconda divisione
- Čukarički Stankom
- Mačva Šabac
- Mladost Apatin
- PSK Pančevo
- Radnički Niš
- Sutjeska
- Vlasina

Terza divisione
- Crvena Stijena
- Hajduk Belgrado
- Kolubara
- Mladost Lučani
- Mladost Podgorica
- Radnički Belgrado
- Radnički Sombor
- Takovo Gornji Milanovac
- Timok

Quarta divisione
- Mokra Gora

## Sedicesimi di finale
| Squadra 1         | Risultato       | Squadra 2               |
| ----------------- | --------------- | ----------------------- |
| 20.09.2005        |                 |                         |
| Mladost Podgorica | 2 – 0           | Voždovac                |
| 21.09.2005        |                 |                         |
| Zemun             | 1 – 0           | Budućnost Banatski Dvor |
| Partizan          | 2 – 0           | Javor                   |
| Rad               | 2 – 1           | Čukarički Stankom       |
| Mladost Apatin    | 0 – 1           | Obilić                  |
| PSK Pančevo       | 0 – 1           | Hajduk Kula             |
| Vlasina           | 1 – 0           | Budućnost Podgorica     |
| Mladost Lučani    | 0 – 0 (6-7 dtr) | Smederevo               |
| Crvena Stijena    | 2 – 0           | Vojvodina               |
| Kolubara          | 0 – 0 (3-2 dtr) | Borac Čačak             |
| Sutjeska          | 1 – 0           | Mačva Šabac             |
| Hajduk Belgrado   | 0 – 0 (3-5 dtr) | Radnički Niš            |
| Timok             | 2 – 0           | Radnički Belgrado       |
| 27.09.2005        |                 |                         |
| Mokra Gora        | 0 – 3           | OFK Belgrado            |
| 28.09.2005        |                 |                         |
| Radnički Sombor   | 1 – 0           | Zeta                    |
| 19.10.2005        |                 |                         |
| Takovo            | 0 – 1           | Stella Rossa            |

## Ottavi di finale
| Squadra 1       | Risultato       | Squadra 2         |
| --------------- | --------------- | ----------------- |
| 26.10.2005      |                 |                   |
| OFK Belgrado    | 2 – 1           | Obilić            |
| Hajduk Kula     | 2 – 0           | Sutjeska          |
| Radnički Niš    | 0 – 0 (3-1 dtr) | Zemun             |
| Vlasina         | 2 – 0           | Rad               |
| Partizan        | 1 – 1 (4-5 dtr) | Timok             |
| Stella Rossa    | 2 – 1           | Mladost Podgorica |
| Smederevo       | 4 – 0           | Crvena Stijena    |
| Radnički Sombor | 0 – 1           | Kolubara          |

## Quarti di finale
| Squadra 1    | Risultato       | Squadra 2   |
| ------------ | --------------- | ----------- |
| 07.12.2005   |                 |             |
| Stella Rossa | 2 – 0           | Smederevo   |
| OFK Belgrado | 1 – 0           | Hajduk Kula |
| Radnički Niš | 2 – 0           | Timok       |
| Kolubara     | 0 – 0 (5-4 dtr) | Vlasina     |

## Semifinali
| Squadra 1    | Risultato | Squadra 2    |
| ------------ | --------- | ------------ |
| 11.04.2006   |           |              |
| Radnički Niš | 0 – 5     | Stella Rossa |
| 12.04.2006   |           |              |
| OFK Belgrado | 4 – 1     | Kolubara     |

## Finale
| Squadra 1    | Risultato | Squadra 2    |
| ------------ | --------- | ------------ |
| 10.05.2006   |           |              |
| Stella Rossa | 4 – 2 dts | OFK Belgrado |

| Arbitro: | Milenko Vukadinović (Belgrado) |

| |            | |
| Žigić 66’, 101’ Purović 73’ Basta 117’ | Marcatori  | 10’ Rakić 59’ (aut.) Biševac |
| · Ranđelović · Basta · Biševac · Dudić · Luković · (63' Purović) Janković · 45+1’ Milovanović · Kovačević · Milijaš · (105' Joksimović) Đokić · (120' Miladinović) Žigić | Formazioni | · Šaranov · Ivelja (102' Supić) · Bajalica · Rajković · Kolarov 42’ · Petrović · Stančić · Petković · Božović · Rakić (67' Simić) · Baković (110' Kaluđerović) |
| Walter Zenga | Allenatori | Slobodan Krčmarević |